# Pilotes du Normandie-Niémen
Pilotes du Normandie-Niemen D'après le journal de Roger Penverne dans l'Armée rouge est un livre paru en 2016 qui relate à la fois les missions de guerre et la vie quotidienne des pilotes de chasse du célèbre régiment Normandie-Niemen au sein de l'Armée rouge sur le front germano-soviétique durant la Seconde Guerre mondiale.

## Conception du livre
Normandie-Niemen est le régiment de chasse que le général de Gaulle a mis à la disposition de Staline de 1943 à 1945 pour combattre au sein de l'Armée rouge. Cette unité est devenue célèbre par ses nombreuses victoires aériennes sur la Luftwaffe.
Roger Penverne, pilote de chasse dans cette unité, a tenu un journal où il a noté toutes ses missions de guerre et relaté sa vie quotidienne avec ses camarades sur le front. À partir de ce journal, de la littérature sur ce régiment et sur la guerre sur le front de l'Est, Maryvonne et René Gaudart (nièce et neveu du pilote) ont décidé d'écrire une histoire de ce régiment en y insérant en italiques les écrits de leur oncle. Le contexte historique et militaire dans lequel s'inscrivent les engagements de ce régiment sur le front de l'Est y est présenté. Le narrateur est le pilote.

## Résumé du livre
Le prologue montre le parcours de Roger Penverne depuis son enfance jusqu'à son départ pour le front, puis le contexte dans lequel un régiment d'aviateurs français a été mis à la disposition de l'URSS par de Gaulle, et enfin un tableau de l'URSS plongé depuis plus de vingt ans dans les désastres, la terreur et la misère.
Puis c'est en six chapitres une histoire de ce régiment sur le front de l'Est, constituée par le journal de guerre du pilote complété par les auteurs, jusqu'à sa mort au combat. Dans son journal Roger Penverne raconte d'abord son long voyage pour rejoindre en plein hiver la Russie. Il y décrit ses missions de guerre mais aussi les événements les plus marquants vécus sur le front avec ses compagnons d'escadrille, ses supérieurs et les mécaniciens soviétiques travaillant nuits et jours, par des températures sibériennes, pour que les pilotes aient constamment des avions opérationnels. Il y parle aussi de ses conditions de vie, de sa nourriture et de ses conditions de logement spartiates au point de préférer parfois dormir à la belle étoile. Il y évoque aussi les distractions sur le front, les sorties nocturnes et les réconforts que sont l'alcool et les filles.
L'épilogue montre la fin de la guerre pour le régiment et le parcours de vie des pilotes après celle-ci,.

## Critique du livre
Pour l'historien Erwan Le Gall : « Si l’histoire du Normandie-Niemen... est globalement connue, rares sont les témoignages qui permettent de mieux connaître cette formation que la mémoire a érigé au rang de mythe ». Et il ajoute en substance que les écrits de Roger Penverne sont un de ces témoignages. Cependant ses écrits étaient difficilement publiables à l'état brut, précise l'historien C-J. Ehrengardt.
Mais ajoute Erwan Le Gall : « l’historien aurait sans doute préféré une édition in extenso, critique et commentée de l’archive... toutefois... les deux auteurs ont eu la bonne idée de mettre en italique les extraits du carnet original de Roger Penverne inséré dans leur récit, ce qui permet au chercheur... d’aller directement à la source ».
Pour Bruno Rivière, spécialiste aéronautique, le livre est "enrichi de très nombreuses informations, fruit d’une investigation poussée".
Ce livre attendu par le Mémorial du Normandie-Niemen souffre cependant selon Erwan Le Gall d'une absence de notes en bas de pages indiquant les sources. Il y manque aussi l'évocation de la situation politique et militaire en Afrique du Nord de 1940 à 1943, là où se trouve le pilote avant son départ pour la Russie,.
Cette histoire intégrant le journal du pilote est, sauf exception, bien reçue par la critique,,,. Celle-ci souligne aussi que les écrits du pilote doivent assurément être connus,,.